# Ваљон Бериша
Ваљон Бериша (алб. Valon Berisha; Малме, 7. фебруар 1993) албански је фудбалер са Косова и Метохије и репрезентативац Републике Косово. Тренутно наступа за Ремс и игра на позицији везног играча.

## Успеси
Ред бул Салцбург
- Бундеслига Аустрије (5): 2013/14, 2014/15, 2015/16, 2016717, 2017/18.
- Куп Аустрије (4): 2013/14, 2014/15, 2015/16, 2016717.[12]

 Лацио
- Куп Италије: 2018/19.[13]
- Суперкуп Италије: 2019.[14]

Појединачни
- Најбољи фудбалер Републике Косово (2): 2016,[15] 2017.[16]